# Ondřej Vencl
Ondřej Vencl (* 7. listopadu 1993 Pardubice) je profesionální fotbalista a trenér. V současné době hraje v ČFL v dresu FK Pardubice B, kde je také hrajícím asistentem trenéra.

## Klubová kariéra

### Mládežnická léta
Svůj fotbalový talent rozvíjel v Pardubicích. Brzy ho vzal pod svá křídla věhlasný pardubický fotbalový agent František Dařbujan. Ten poté stál také za Venclovým prvním přestupem. Přes FK Slovan Pardubice se dostal až do akademie FK Pardubice, kde hrál v nejvyšší české lize starších žáků a poté v nejvyšší soutěži starších dorostenců, kde v barážovém utkání[kdy?] ve Frýdku Místku vystřílel svému týmu záchranu.

### FK Pardubice
Z dorostenecké kategorie se Vencl přesunul v létě 2012 do A týmu FK Pardubice, který pod vedením Martina Svědíka hrál 2. fotbalovou ligu. Zkušenosti s dospělým fotbalem získával nejprve v divizním B-týmu a také v Kolíně a Čáslavi, kde naskočil v rámci farmy do ČFL. Postupem času si vybudoval místo v základu A týmu a během čtyř let v něm nasbíral 77 startů a připsal si dva mistrovské góly.

### FC Nitra
V létě 2016 dopomohl týmu FC Nitra k postupu do 1. slovenské fotbalové ligy. První ligový start si připsal 11. srpna 2017 v derby proti FC ViOn Zlaté Moravce. O tři měsíce později proti stejnému soupeři zaznamenal také zatím dosud svůj jediný ligový gól, který se mu podařilo vsítit už ve dvacáté vteřině utkání.

### MFK Chrudim
Na začátku roku 2019 se vrátil do Česka, když se dohodl s MFK Chrudim. Během roku a půl v klubu odehrál 37 ligových zápasů a několikrát dokonce navlékl i kapitánskou pásku. Už před sezónou 2020/21 bylo avizováno, že Vencl z Chrudimi odchází. Nakonec ale v klubu odehrál i následující sezónu. V létě 2021 ale klub opustil definitivně.